# Logáshkino
Logáshkino (en ruso: Лога́шкино) fue una población en el distrito de Nizhnekolimski en la República de Sajá (Rusia), que fue abandonada en 1998. Fue un puesto comercial en la costa de la bahía de Kolimá, en el mar de Siberia Oriental. La población estaba localizada justo en la boca del río Alazeya en una área de tundra, ciénagas y lagos.
La población fue usada como ejemplo de manipulación de sus mapas por la Unión Soviética en el libro How to Lie with Maps (2014) de Mark Monmonier. De 1939 a 1969 la posición del poblado cambió entre los mapas Bolshoi Sovetkiy Atlas Mira (1939), Atla Mira (1954), Karta SSSR (1958), Atlas SSSR (1962), Atlas Mira (1967) y Atlas SSSR (1969). Estas modificaciones se realizaban para dificultar los planes de los enemigos.